# Miriam Damm

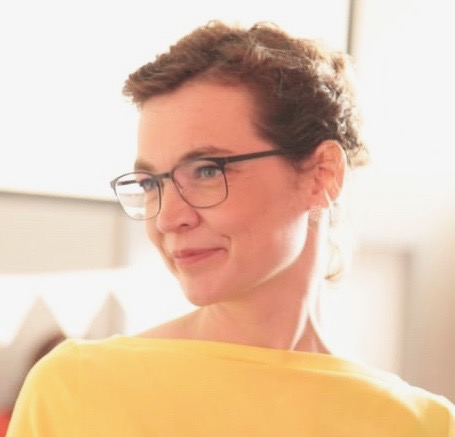
Miriam Damm (2020)

Miriam Damm (* 1983 in Holungen, geb. Burghardt) ist eine deutsche Lichtdesignerin und Beleuchtungsmeisterin. Sie wirkte unter anderem an zahlreichen Produktionen des Anhaltischen Theaters Dessau mit.

## Leben
Miriam Damm schloss 2011 ihr Studium des Lichtdesigns an der Hochschule für angewandte Kunst und Wissenschaft in Hildesheim als Diplom-Ingenieur ab.
Von 2008 bis 2012 arbeitete sie als kommissarische Beleuchtungsmeisterin und Lichtdesignerin im Sommertheater des Hexenkessel Hoftheaters Berlin. Sie betreute die Gastspiele der Musiktheaterproduktion Don Giovanni keine Pause von David Marton in den Sophiensälen in Berlin, auf Kampnagel in Hamburg, in Zürich, Paris, Lion und Barcelona. Von 2012 bis 2013 tourte sie in der Position des Lighting Directors der Leo-Show um die Welt (u. a. New York, Teheran, Neuseeland, Simbabwe, Amerika-Tour, Kanada-Tour, London, USA, Hongkong, Brasilien, Russland). 2013 führte sie ihr Weg ans Anhaltische Theater Dessau. Dort leitete sie bis 2017 die Beleuchtungsabteilung.
Sie arbeitet seit 2018 als freiberufliche Lichtdesignerin und Beleuchtungsmeisterin. Sie lebt mit ihren beiden Töchtern und ihrem Mann in Berlin.

## Produktionen (Auswahl)

### Schauspiel
- 2013: Nora oder Ein Puppenheim Schauspiel von Ibsen, Regie André Bücker, Anhaltisches Theater Dessau
- 2014: Der gestiefelte Kater nach dem Märchen der Brüder Grimm, Regie David Ortmann, Anhaltisches Theater Dessau
- 2019: Die Schneekönigin Schauspiel nach H.C. Andersen, Regie Johannes Weigand, Anhaltisches Theater Dessau
- 2020: Mission Mars Schauspiel von Björn SC Deigner, Regie Klaus Gehre, Anhaltisches Theater Dessau
- 2020: Die Eumeniden Tragödie von Aischylos, Regie Christian v. Treskow, Anhaltisches Theater Dessau
- 2020: Nachts im Ozean[2], Uraufführung Schauspiel von Decar, Regie Michel Decar, Anhaltisches Theater Dessau

### Musiktheater
- 2013: Der Liebestrank - L’elisir d’amore, Komische Oper von Donizetti, Regie Jana Eimer, Anhaltisches Theater Dessau
- 2013: Norma Oper von Bellini, Regie André Bücker, Anhaltisches Theater Dessau
- 2014: The Beggar’s Opera/Polly von Gay und Pepusch, Regie André Bücker, Anhaltisches Theater Dessau
- 2014: Casanova (Uraufführung) Musical von Stephan Kanyar, Regie Christian v. Götz, Anhaltisches Theater Dessau
- 2014: Die Walküre Oper von Wagner, Regie André Bücker, Anhaltisches Theater Dessau
- 2017: Cavalleria rusticana/A Santa Lucia Opern von Mascagni/Tasca, Regie Holger Potocki, Anhaltisches Theater Dessau
- 2020: Cabaret Musical von Ebb/Kander nach v. Druten u. Isherwood, Regie Malte Kreutzfeldt, Anhaltisches Theater Dessau
- 2020: Die menschliche Stimme (La voix humaine) Musikalische Tragödie von Poulenc u. Cocteau, Regie Johannes Weigand, Anhaltisches Theater Dessau
- 2020: Ba-ta-clan[3] Musikalische Chinoiserie von Offenbach u. Halévy, Regie Jakob Peters-Messer, Anhaltisches Theater Dessau
- 2021: Orphée Oper von Philip Glass, Regie Malte Kreutzfeldt, Anhaltisches Theater Dessau
- 2022: Barbier von Sevillia Komische Oper von Gioacchino Rossini, Regie Johannes Weigand, Anhaltisches Theater Dessau
- 2022: Der herzlose Riese Musiktheater nach Motiven eines alten Volksmärchens von Elena Kats-Chernin, Susanne Felicitas Wolf, Regie Wolfgang Nägele, Uraufführung, Auftrag Philharmonie Luxembourg
- 2022: Berliner Opernpreis composition
- 2022: Die Zauberflöte Oper von W. A. Mozart, Regie Johannes Weigand, Anhaltisches Theater Dessau
- 2023: Der Freischütz Oper von Carl Maria von Weber, Regie David Marton, Musiktheater an der Wien

### Andere Projekt
- Gallery without Images – Lichtkunst Wanderausstellung, als Miriam Burghardt:
- Lichtberlin, 2007[4]
- Lichtinseln, Kassel 2009
- Luminale, Frankfurt 2010
- Kerk in Licht, Roermond, Niederlande